# ترانسفورمرز: برايم
ترانسفورمرز: برايم (بالإنجليزية: Transformers: Prime)‏ هو اسم مسلسل رسوم متحركة سي جي آي (توضيح) مقتبس من سلسلة ألعاب ترانسفورمرز من إنتاج هاسبرو.
عُرض المسلسل على قناة ذا هب في الولايات المتحدة حتى عرض فيلم «المتحولون برايم: نهوض البريداكونز» الذي انهى المسلسل،
و بث النسخة العربية على قناة كرتون نتورك بالعربية والفيلم أيضاً.
يحمل الموسم الثالث عنوان صائدو الوحوش (Beast Hunters).
وبعد سنوات تم عرضه على قناة أخرى مثل قناة ماجد للأطفال, جولي بالعربي, وOSN Kidzone

## ملخص المسلسل
يحكي المسلسل عن متحولون كان يعيشون على كوكب اسمه سايبرترون وقد سببت الحرب الاهلية التي طالت لقرون تلف الكوكب ولم يعد الكوكب صالح للحياة ولكن انقسم الالين في ذلك الوقت على قسمين
اتوبوت وديسبتيكون وسبب ذلك اراد مصارع يسمى مجترونوس ان يكون برايم لكن صديقه أصبح كذلك لأنه قال لمجلس البرايم ان طريق انهاء المعاركة الحديث اما مجترونوس قال ان انهاء المعاركة القتال فحصلت حرب بينهما حيث شكل ميجاترونوس جيش واصبح يسمونه ميجاترون ولكن صديقه ذهب إلى مركز الكوكب فقام المركز باعطاه شرارة البرايم حيث أصبح اسمه من أوريون باكس إلى أوبتيموس برايم وشكل فريق اسمه برايم ويتكون من راجت وارسي وبالك هد ويجد صديق له يسمى ويلجاك وبامبلبي
و كلف جمبر ولكن لسوء الحظ قتله استارسكريم وهو المساعد الأول لميجاترون قد وجد مادة شريرة موجود في كائن موجود في باطن الأرض
يسمى ينكرون وقد قاتل ينكرون ال 12 برايم وقد هزمهم بتخزين شرارة البرايم داخل باطن سيبترون وقد استخدم ميجاترون شر الانرجون لاحياء كلف جمبر وقد كانت النتائج سيئة فقد تحول إلى ميت حي (زومبي) والكثير من الأحداث الأخرى خلال المواسم التالية التي في النهاية تهزم ميغاترون.

## الشخصيات

### الأوتوبوتس
- أوبتيموس برايم (Optimus Prime)
  - مؤدي الصوت: بيتر كولن
  - المدبلج العربي: سامي مغاوري

قائد الأوتوبوتس وعدو ميغاترون والمدافع عن الأرض والبشرية فأوبتموس برايم يحاول أن يوقف حرب التيسبتيكون التي لطالما طالت لقرون.
قد لا يبدو أوبتيموس عطوفا بعض الشيء لكنه يبقى آخر برايم واقوى البرايم.
- آر سي (Arcee)
  - مؤدية الصوت: سومالي مونتانو
  - المدبلجة العربية: سهير البدراوي

آرسي هي الأوتوبوت الأنثى الوحيدة في الفريق ورغم ما تبدو عليه أنها متماسكة دوما حيال كل مشكلة ، إلا أنها تعرضت لمشاكل نفسية سببها موت زميليها تيلجيت وكليف جمبر وهي كذلك حارسة جاك داربي.
- بالك هيد (Bulkhead)
  - مؤدي الصوت: كيفن مايكل ريتشاردسون
  - المدبلج العربي: شريف أحمد

بالك هيد هو أوتوبوت له خبرة في البناء السيبرتروني وقد يبدو قويا لكنه حساس وهذا ما تكتشفه ميكو عندما تصادقه ، وهو حارس ميكو نكادي.
- راتشيت (Ratchet)
  - مؤدي الصوت: جيفري كومبز
  - المدبلج العربي: ياسر عزت

راتشيت هو ضابط وطبيب ورغم ذلك فهو كبير في السن.
ما يميز راتجيت أنه لا يريد أن يجازف أي أوتوبوت بنفسه من أجل إنقاذ البشرية وهو كذلك لا يحب أن يأتي البشر للقاعدة السرية وأكثر شيء يمتاز به أنه لا يريد أن يعبث أحد بالأدوات الخاصة به ورغم ذلك فهو يساعد راف في مجال التكنولوجيا.
- بامبلبي (Bumblebee)
  - مؤدي الصوت: ويل فريدل
  - المدبلج العربي: حسام عادل

بامبلبي هو أوتوبوت مستكشف وهو أكثر الأوتوبوت تكيفًا مع الأرض وسكانها البشر ورغم ذلك فهو أصغر الأعضاء سنا.
يمتاز بامبلبي بالقتال الممتاز ضد الأعداء وهو كذلك حساس خاصة عندما تأذي صديقه البشري رافاييل، لكن المشكلة الوحيدة لديه أنه يفتقر للصوت وعلى الرغم من ذلك يستطيع التواصل مع الجميع بشكل طبيعي ، وهو حارس رافاييل إسكيفل.
- كليف جامبر (Cliffjumper)
  - مؤدي الصوت: دوين جونسون
  - المدبلج العربي: مصطفى ياسين

كليف جامبر هو رفيق آر سي لكنه في الحلقة الأولى يموت على يد ستار سكريم
- ويل جاك (Wheeljack)
  - مؤدي الصوت: جيمس هوران
  - المدبلج العربي: أيوب القاسم

ويل جاك هو أعز أصدقاء بالك هيد وهو أكثر الأوتوبوت الطيارين احترافا.
- سموك سكرين (Smokescreen)
  - مؤدي الصوت: نولان نورث
  - المدبلج العربي: هاني عبد الحي

سموك سكرين هو أوتوبوت كان حارسا منذ الأزل. استطاع التسيبتيكون القبض عليه لكنه اتمكن من الهرب.
حلمه هو القتال كجندي في الحروب وأن يصبح من أبطال التاريخ رغم أنه أخرق بعض الشيء.
- ألترا ماغنوس (Ultra Magnus)
  - مؤدي الصوت: مايكل آيرونسايد
  - المدبلج العربي:

وهو مساعد أوبتيموس برايم الأول في الحرب.
يتميز بالانضباط والجدية.

### الديسيبتيكونز
- ميغا ترون (Megatron)
  - مؤدي الصوت: فرانك ويلكر
  - المدبلج العربي: إبراهيم سليم
- ستار سكريم (Starscream)
  - مؤدي الصوت: ستيفن بلوم
  - المدبلج العربي: عمرو محمد
- ساوندويف (Soundwave)
  - مؤدي الصوت: فرانك ويلكر
  - المدبلج العربي: مصطفي هلالى
  - من مساعدي ميغا ترون المقربين ، وهو الأكثر انتماءا لميغا ترون. يتميز بصمته التام طوال المسلسل إلا في موضع واحد عندما قبض الأوتوبت عليه ولم ينطق إلا أربع كلمات (ساوند ويف متفوق ، الأوتوبوت حثالة Soundwave superior , Autobots inferior) وذلك بعد مسح المعلومات المتعلقة بالديسبتيكون من ذاكرته. على الرغم من قوته وتنوع أساليبه في القتال (كقدرته على اطلاق درون صغيرة أو فتح الجسر الأرضي او إخراج أسلاك كهربائية أو إصدار ضجيج عالي) إلا أنه قلما يشارك في المعارك ، وفي معظم الأحوال يتواجد داخل سفينة الديسبتيكون.
- نوك أوت (Knock Out)
  - مؤدي الصوت: داران نوريس
  - المدبلج العربي: عبد الرحمن عاطف
- بريكداون (Breakdown)
  - مؤدي الصوت: آدم بالدوين
  - المدبلج العربي: مصطفي سعيد
- إيراكنيد (Airachnid)
  - مؤدية الصوت: جينا توريس
  - المدبلجة العربية: ايمان احمد
- سكايكويك (Skyquake)
  - مؤدي الصوت: ريتشارد غرين
  - المدبلج العربي: عبد الرحمن مصطفي
- دريدوينج (Dreadwing)
  - مؤدي الصوت: توني تود
  - المدبلج العربي: حازم اشرف
- هاردشل (Hardshell)
  - مؤدي الصوت: ديفيد كاي
  - المدبلج العربي: احمد سعيد
- ميكشيفت (Makeshift)
  - مؤدي الصوت: كيفن مايكل ريتشاردسون (في مظهره الحقيقي), جيمس هوران (متخفي في هيئة ويلجاك)
  - المدبلج العربي: محمد محمد سليم
- شوكويف (Shockwave)
  - مؤدي الصوت: ديفيد سوبولوف
  - المدبلج العربي: سليم جوده
  - عالم من علماء سايبرترون ، تُرِك وحيدا في سايبر ترون وعاد في الموسم الثالث مع نوك أوت عبر الجسر الفضائي . عمل على مشروع صائد الأوتوبوت (البريداكون) طيلة غيابه في سايبر ترون ولكن سرعان ما تدمر مشروع بأمر من ميغا ترون خوفا من قوة البريداكونز ونزعهم للسلطة من يده خاصة مع كثرتهم.

### البريداكونز
- بريداكينغ (Predaking)
  - مؤدي الصوت: باتريك مينساه
  - المدبلج العربي:

و هو ملك البريداكونز حيث تم إحيائه على يد شوكويف فيعمل مع ميغاترون لإحياء رفاقه والانتقام من الأوتوبوتس لكن في الحلقة ما قبل الآخيرة يكتشف أن ميغاترون كان ينوي التخلص من رفاقه فينقلب ضده ويساعد الأوتوبوتس في فيلم ترانسفورمرز برايم.
- دارك ستيل (Darksteel)
  - مؤدي الصوت: ستيفن بلوم
  - المدبلج العربي:

أحد البريداكونز المتحالفين مع شوكويف وستارسكريم لإحياء رفاقه.
- سكاي لينكس (Skylynx)
  - مؤدي الصوت: نولان نورث
  - المدبلج العربي:

بريداكونز متحالف كذلك على إحياء البقية وهو أخرق وكثير الشجار مع دارك ستيل

### البشر
- جاك داربي (Jack Darby)
  - مؤدي الصوت: جوش كيتون
  - المدبلج العربي: حمدي عباس

جاك طالب ثانوي عمره 16 سنة ويعمل لدى مطعم للهامبرغر في أوقات الفراغ لجمع المال الذي يخول له شراء دراجة نارية ومن هناك تبدأ الحكاية فيطارد مع آرسي من قبل التسيبتيكون وينخرط مع الأوتوبوتس.
- ميكو ناكاداي (Miko Nakadai)
  - مؤدية الصوت: تانيا غونادي
  - المدبلجة العربية: ناريمان نيازي

ميكو طالبة عصرية عمرها 15 وهي يابانية الأصل.
تحب ميكو الملابس العصرية الجريئة وأغاني الروك الصاخبة وهي محبة للمغامرة فغالبا ما تهرب مع الأوتوبوتس في مهمات خطرة فتعرض الجميع للهلاك فهي لا تعرف الخوف أو التردد في أي شيء.
- راف إسكيفيل (Raf Esquivel)
  - مؤدي الصوت: أندي بيسوا
  - المدبلج العربي: حسام عادل (الصوت الثاني)

رافاييل هو فتى عمره 12 سنة غير أن قامته تجعله أصغر سنا للآخرين وذلك بسبب مشاكل في النمو.
عادة ما يكون راف خجولا ومرتعبا مما يحصل حوله ورغم ذلك فهو يصادق بامبلبي.يعيش رافاييل في عائلة كبيرة ورغم ذلك فلا أحد يستمع له ما عاد صديقه بي.
- جون داربي (June Darby)
  - مؤدية الصوت: ماركي بوست
  - المدبلجة العربية:

و هي أم جاك فتكتشف سر الأوتوبوتس لاحقا.
- ويليام فاولر (William Fowler)
  - مؤدي الصوت: إرني هادسون
  - المدبلج العربي: أحمد عبد الحميد (الصوت الثاني)

و هو عميل يعمل مع الأوتوبوتس فيخفي أمرهم ويظل معهم على تواصل لحماية البشرية
- سايلاس (Silas)
  - مؤدي الصوت: كلانسي براون
  - المدبلج العربي:

قائد الميك ومهووس التكنولوجيا التي تدفعه لمتابعة الأوتوبوتس والتسيبتيكون لصنع آلات يحكم بها العالم
- سييرا (Sierra)
  - مؤدية الصوت: ألكساندرا كروسني
  - المدبلجة العربية:

زميلة جاك وقائدة المشجعات.
- فينس (Vince)
  - مؤدي الصوت: براد رايدر
  - المدبلج العربي:

يتشاجر مع جاك فيختطف من ل التسيبتيكون ولكن لحسن الحظ لا يكتشف سر الأوتوبوتس
- فوغل (Vince)
  - مؤدي الصوت: جون ديماغيو
  - المدبلج العربي:

### آخرون
- يونيكرون (Unicron)
  - مؤدي الصوت: جون نوبل
  - المدبلج العربي: محمود بريدي
- ألفا ترايون (Alpha Trion)
  - مؤدي الصوت: جورج تاكيه
  - المدبلج العربي:

## وصلات خارجية
- ترانسفورمرز: برايم على موقع IMDb (الإنجليزية)
- ترانسفورمرز: برايم على موقع نتفليكس (الإنجليزية)
- ترانسفورمرز: برايم على موقع كينوبويسك (الروسية)
- ترانسفورمرز: برايم على موقع ألو سيني (الفرنسية)
- ترانسفورمرز: برايم على موقع قاعدة بيانات الفيلم (الإنجليزية)
- ترانسفورمرز: برايم على موقع ANN anime (الإنجليزية)
- نسخة محفوظة 11 ديسمبر 2011 على موقع واي باك مشين.